# Fédération de football d'Allemagne du Nord-Est
La Fédération de football d'Allemagne du Nord-Est (NOFV, allemand : Nordostddeutscher Fußball-Verband) est une fédération régionale de football membre de la DFB.
La NOFV couvre un très grand territoire reprenant le Brandebourg, la Saxe, la Saxe-Anhalt, la Thuringe, le Mecklembourg-Poméranie-Occidentale et Berlin, soit tout le territoire de l'ancienne RDA et celui de Berlin-Ouest

## Origine

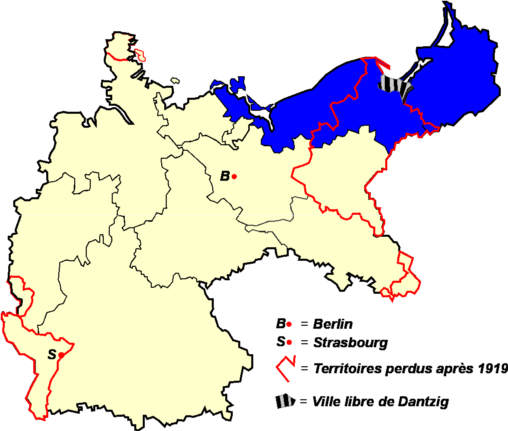
Territoires couverts par la BSV.

Les racines de l'actuelle NOFV remontent aux prémices du football allemand, avec la constitution des premières ligues berlinoises et d'Allemagne centrale (voir ci-dessous), mais aussi à la création de ligues aujourd'hui disparues. Les deux principales de ces ligues furent la Baltischer Sport Verband (BSV) et la Südostdeutscher Fussball Verband (SOFV). Ces fédérations régionales couvraient des zones qui, en totalité ou en partie, ne font plus partie du territoire de l'Allemagne de nos jours.

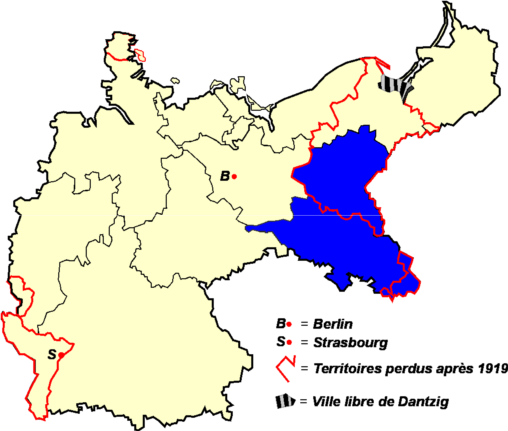
Territoires couverts par la SOFV.

La quasi-totalité des territoires couverts par la Südostdeutscher Fussball Verband (SOFV) devint possession de la Pologne, dont l'indépendance fut rétablie par le Traité de Versailles, en 1919. Cette zone redevint allemande pendant la Seconde Guerre mondiale, pais fut rendue à la Pologne en 1945.
Une partie des territoires émargeant à la Baltischer Sport Verband (BSV) fut dans le même cas. Après 1919, le territoire de la BSV fut d'ailleurs séparé du reste du territoire allemand  par le Corridor de Dantzig. Celui-ci et toute la région administrée par la BSV quittèrent définitivement l'Allemagne en 1945.

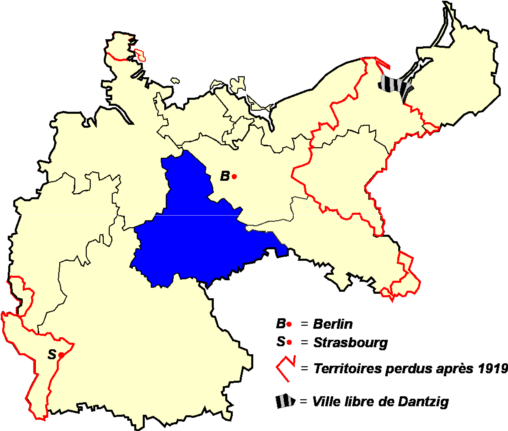
Territoires couverts par la VMVB.

En plus des fédérations berlinoises et des deux fédération régionales aujourd'hui disparues, évoquées ci-dessus, une quatrième actrice joua un rôle important. Ce fut la Verband Mitteldeutscher Ballspiel-Vereine (VMBV), la fédération de football d'Allemagne centrale. Elle couvrait les territoires des actuels Länders de Saxe, de Saxe-Anhalt et de Thuringe. La VMBV fut un des berceaux du football allemand. La DFB y vit d'ailleurs le jour dans la ville de Leipzig.

## Histoire

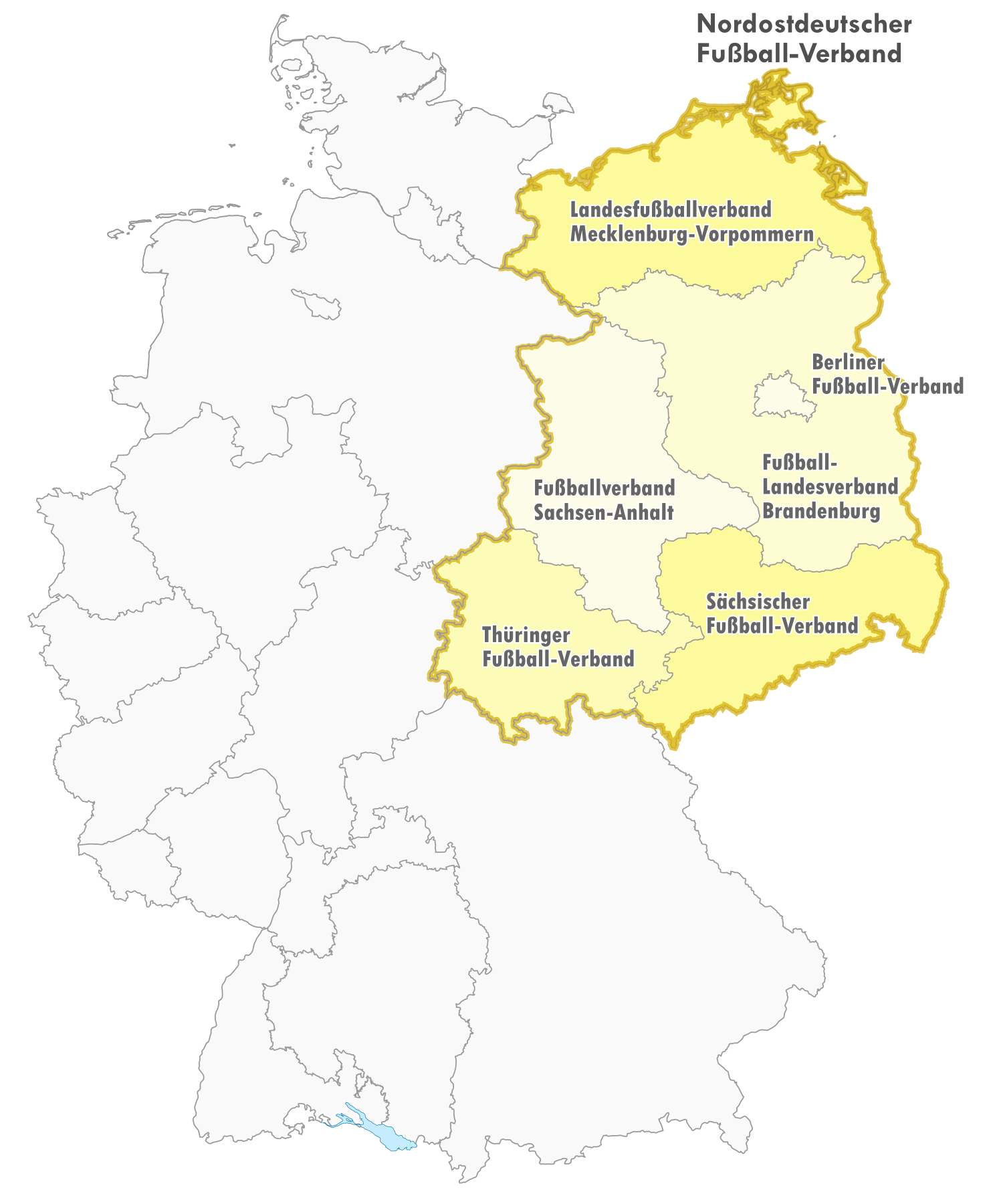
Territoires couverts par la NOFV

La création de la NOFV fut intimement liée au bouleversement géopolitique vécu par l'Allemagne après la Chute du Mur de Berlin le 9 novembre 1989. Moins d'un an après cet événement aussi spectaculaire, qu'inattendu dans sa rapidité à l'époque, la RDA cessa d'exister. Ce fut la réunification allemande.
Le 20 novembre 1990, la Deutscher Fussball Verband (DFV), la fédération est-allemande, fut dissoute et remplacée le même jour par la Nordostddeutscher Fußball-Verband (NOFV) qui s'affilia à la DFB dès le lendemain.

### Verband Brandenburgischer Ballspielverein

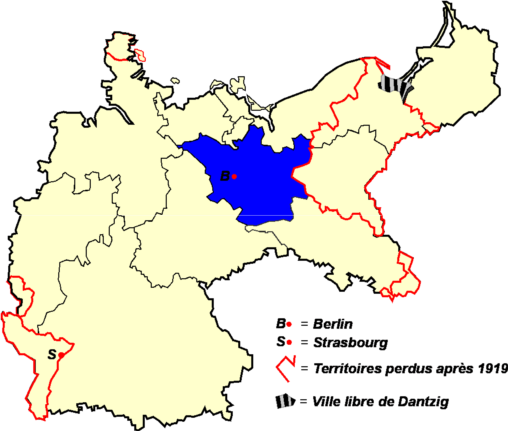
Territoires couverts par la VBB.

Berlin, alors capitale de l'Empire allemand, fut dès le dernier quart du XIXe siècle un des principaux berceaux du football allemand. De nombreuses fédérations, ou plus exactement "associations de clubs" y furent créées. Certaines eurent une existence brève et éphémères, d'autres grandirent et s'unirent les unes avec les autres.
La Bund Deutscher Fußballspieler (BDF) fut la première fédération de football allemande. Elle fut fondée à Berlin, le 4 novembre 1890. Parmi ses fondateurs se trouvaient le Berliner FC Germania 1888, qui de nos jours se targue d'être le plus vieux clubs allemand, ou encore le Berliner FC Vorwärts 1890. La BDF fut dissoute le 14 février 1892 (certaines sources citent le 9 mars).
Après la dissolution de la BDF et l'année 1911, près de 10 fédérations diverses existèrent à Berlin. Les 17/18 mai 1891 se créa la Deutsche Fußball- und Cricket Bund (DFuCB). Cette ligue qui exista se posa en concurrente de la BDF dont elle causa la perte. La DFuCB finit par souffrir aussi de la rivalité entre les ligues. Elle perdit ses principaux clubs et fut dissoute le 25 mai 1902.
De 1894 à 1895 exista la Thor-und Fußballbund Berlin (TuFB) . Entre 1894 et 1898 fonctionna la Allgemeine Deutsche Sport Bund (ADSB) qui géra des clubs de football mais aussi d'autres disciplines sportives. En 1897, un groupe de club organisa le Meisterschaft des Nordens.
Il y eut aussi :
- la Fußball-und Athletik-Bund Berlin (FuABB) (1904-1905).
- la Berliner Ballspiel-Bund (BBB) (en 1905 puis 1907-1910)
- la Berliner Fußball-Bund (BFB)(1911)

Trois fédérations régionales berlinoises résistèrent au temps et se développèrent. Ces trois associations furent
- la Verband Deutscher Ballspielvereine (VDB) créée en 1897. Cette fédération adopta l'appellation de Verband Berliner Ballspielvereine (VBB) à partir de 1902.
- la Freie Berliner Fußballvereinigung (FBFV) fondée en 1901 et qui devint la Berliner Fußball-Vereinigung (BFV) l'année suivante. Elle prit la dénomination de Märkischer Fußball-Bund (MDB), en 1903.
- la Verband Berliner Athletik-Vereine (VBAV) instaurée en 1904.

Le 29 avril 1911, la VBB, la MDB et la VBAV fusionnèrent et formèrent la Verband Brandenburgischer Ballspielverein (qui conserva les initiales de VBB). Cette fédération prévalut aux destinées du football berlinois jusqu'en 1933.
Après leur arrivée au pouvoir, les Nazis accaparèrent le sport comme moyen de propagande et de contrôle de la population. Les fédérations régionales de football furent dissoutes (ou perdirent toutes leurs prérogatives). Comme toutes les autres disciplines sportives, le football fut alors dirigé par le DRL/NSRL.
En 1949, une fédération berlinoise revit le jour, la Berliner Fußball-Verband (BFV). Cette fédération connut fut restructurée en 1991, quand elle engloba les clubs membres de la Verband Berliner Ballspielvereine (Fédération régionale berlinoise de l'ex-RDA), dans la mouvance des restructurations faisant suite à la Chute du Mur de Berlin.

### Verband Mitteldeutscher Ballspiel-Vereine
La Verband Mitteldeutscher Ballspiel-Vereine (VMBV) fut créée le 26 décembre 1900, soit presque juste un an après la DFB.
Succédant à la Verband Leipziger Ballspiel-Vereine (VLBV) créée en 1896, la VMBV rassembla sous sa bannière les clubs des fédérations locales de toutes l'Allemagne centrale. Aux 12 membres fondateurs de décembre 1900 s'ajoutèrent régulièrement d'autres cercles. Ils étaient 15 après un an, 81 en 1906. 115 deux ans plus tard, et 315 en 1911 et 414 avant le déclenchement de la Première Guerre mondiale. En 1933, lors de sa dissolution provoquée par l'arrivée au pouvoir des Nazis, la VMBV comptait 128.500 affiliés réparties parmi 1.032 clubs.

### Intégration au sein de la DFB
Durant la saison 1989-1990, la Division 1 est-allemande, la DDR-Oberliga reçut le nom de Oberliga Nordost tandis que la Division 2, la DDR-Liga, partagée en 2 groupes, fut rebaptisée NOFV-Liga.
Dès cette saison-là, les clubs est-allemands commencèrent à changer leur dénomination, délaissant les appellations choisies par l'ancien régime communiste au profit le plus souvent de leur nom d'origine.
À la fin de la saison 1990-1991, l'intégration des clubs la désormais ex-RDA au sein de la DFB se concrétisa formellement par l'entrée de 2 équipes de l'Est en Bundesliga et de 6 autres en 2. Bundesliga.

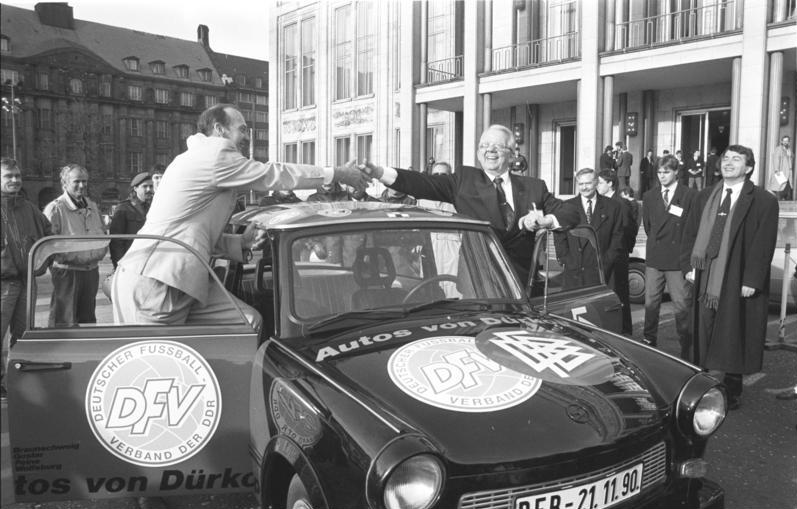
"En guise de cadeau pour l'entrée au sein de la DFB, H-G Moldenhauer, Président de la NOFV offrit une voiture "Trabant" à Hermann Neuberger, à l'époque Président de la DFB."

En vue du championnat 1991-1992, Oberliga Nordost, partagé en trois groupes (Nord, Centre et Sud) devint une des huit ligues du 3e niveau de la hiérarchie du football allemand (elle prit la place de l'Oberliga Berlin).
En 1994, la DFB restructura ses ligues à partir du 3e niveau où furent ainsi instaurées quatre Regionalligen, dont une dédiée à la zone Nord-Est. En 2000, les 4 ligues furent ramenées à 2. La Regionalliga Nordost disparut. Ces clubs rejoignirent la Regionalliga Nord sauf les équipes de Thuringe qui furent reversées dans la Regionalliga Sud.

## Ligues
La NOFV gère et organise la NOFV-Oberliga (au niveau 5). Cette ligue et articulée en deux Groupes: Nord et Sud. Dans la hiérarchie du football allemand, elle se situe entre les Regionalligen et les "Verbandsligen" de la zone concernées.

## Clubs phares
Parmi les clubs les plus réputés et les plus titrés de la NOFV, citons:
- Hertha BSC Berlin
- 1. FC Union Berlin
- SV Blau-Weiss Berlin
- Tennis Borussia Berlin
- FC Hansa Rostock
- SG Dynamo Dresde
- 1. FC Magdeburg
- FC Energie Cottbus
- FC Carl Zeiss Jena

## Organisation mère
Cette fédération chapeaute six autres fédérations régionales ou locales:
- Berliner Fußball-Verband (BFV)
- Fußball-Landesverband Brandenburg (FLB)
- Landesfußballverband Mecklenburg-Vorpommern (LFV)
- Sächsischer Fußball-Verband (SFV)
- Fußballverband Sachsen-Anhalt (FSA)
- Thüringer Fußball-Verband (TFV)

### Aile Nord

Logo de la BFV ("Berlin")
Logo de la FLB
Logo de la LFV

### Aile Sud

Logo de la SFV ("Saxe")
Logo de la FSA
Logo de la TFV

### Les autres fédérations régionales
- Fédération de football d'Allemagne du Nord
- Fédération ouest-allemande de football
- Fédération régionale de football du Sud-Ouest de l'Allemagne
- Fédération de football d'Allemagne du Sud